# Маралик (станция)
Марали́к (арм. Մարալիկ) — железнодорожная станция Армянской железной дороги, расположенная в городе Маралик Ширакской области на линии Гюмри — Маралик. Является конечной станцией на линии (38 километров от Гюмри). Электропоезда, следующие из Гюмри оборачиваются в Пемзашене и не доезжают до последней станции на линии.
По станции отсутствует какое-либо движение. Первоначально линия была построена для вывоза сырья из близлежащих карьеров, где имеются многие ценные породы камней.